# Piazza Bellini
La Piazza Bellini es una plaza de Nápoles, en Italia. Está ubicada en el decumano mayor del centro histórico de la ciudad.

## Descripción

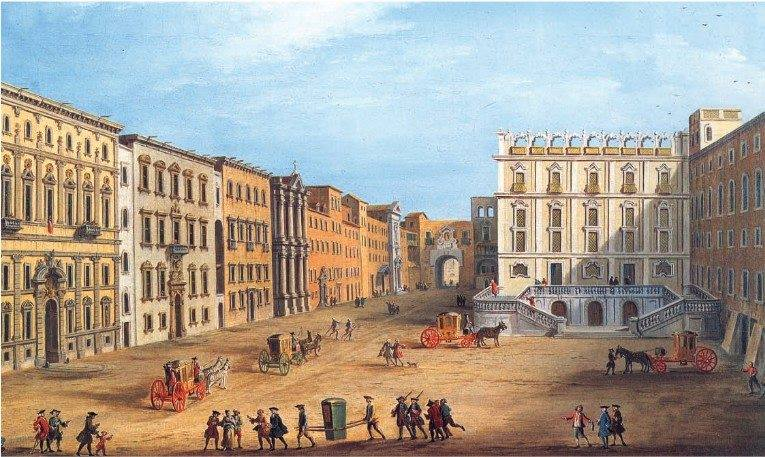
La plaza como aparecía en el. En el fondo se ve la desaparecida Puerta de Costantinopoli.

De forma rectangular, la plaza está flanqueada por palacios monumentales de los siglos XVI y XVII, que representan importantes ejemplos del arte renacentista y barroca napolitana, como el Palazzo Castriota Scanderbeg o el Palazzo Firrao. En el lado sur, se puede admirar el Complejo de Sant'Antonio delle Monache a Port'Alba, hoy sede de la biblioteca de la Facultad de Letras y Filosofía de la Federico II, mientras que en el lado opuesto está ubicado el Palazzo De Rossi di Castelpetroso (también conocido como Palazzo Mastellone). En el lado oeste se encuentra el que en el pasado fue el Palazzo dei Principi di Conca, edificado a finales del siglo XV y cuya fachada presenta algunos elementos arquitectónicos originales. 

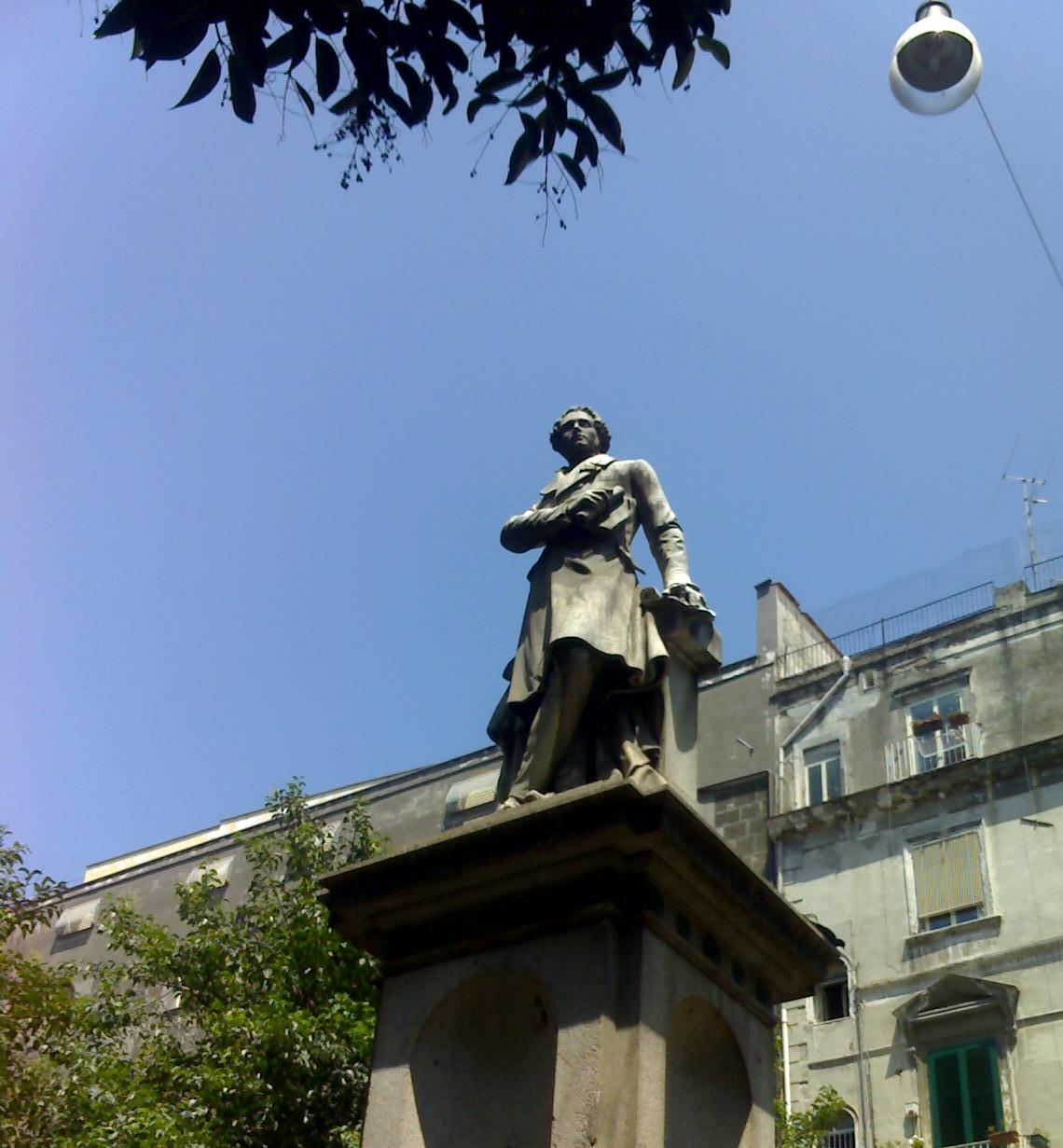
Monumento a Vincenzo Bellini, que da el nombre a la plaza.

La plaza alberga algunos restos de las murallas de la Nápoles griega (Neapolis), descubiertos parcialmente en 1954 y luego en 1984.
Es una de las plazas más frecuentadas de la ciudad, debido a los numerosos locales, cafés literarios y bares que se asoman a ella. Además, siempre ha sido uno de los principales lugares de encuentro de los intelectuales napolitanos, ya que está rodeada por varias sedes universitarias y está cerca de la Academia de Bellas Artes y del Conservatorio de San Pietro a Maiella, donde estudiaron importantes compositores como Vincenzo Bellini, que da el nombre a la plaza y cuya estatua, esculpida por Alfonso Balzico en 1886, se eleva en el centro de ella.
Es el cruce de tres importantes calles del casco antiguo: Via Port'Alba (detrás de Port'Alba), Via San Sebastiano (conocida como "la calle de la música", debido a las numerosas tiendas de instrumentos musicales) y Via Santa Maria di Costantinopoli (la calle que conduce al Museo Arqueológico Nacional).

## Galería de imágenes

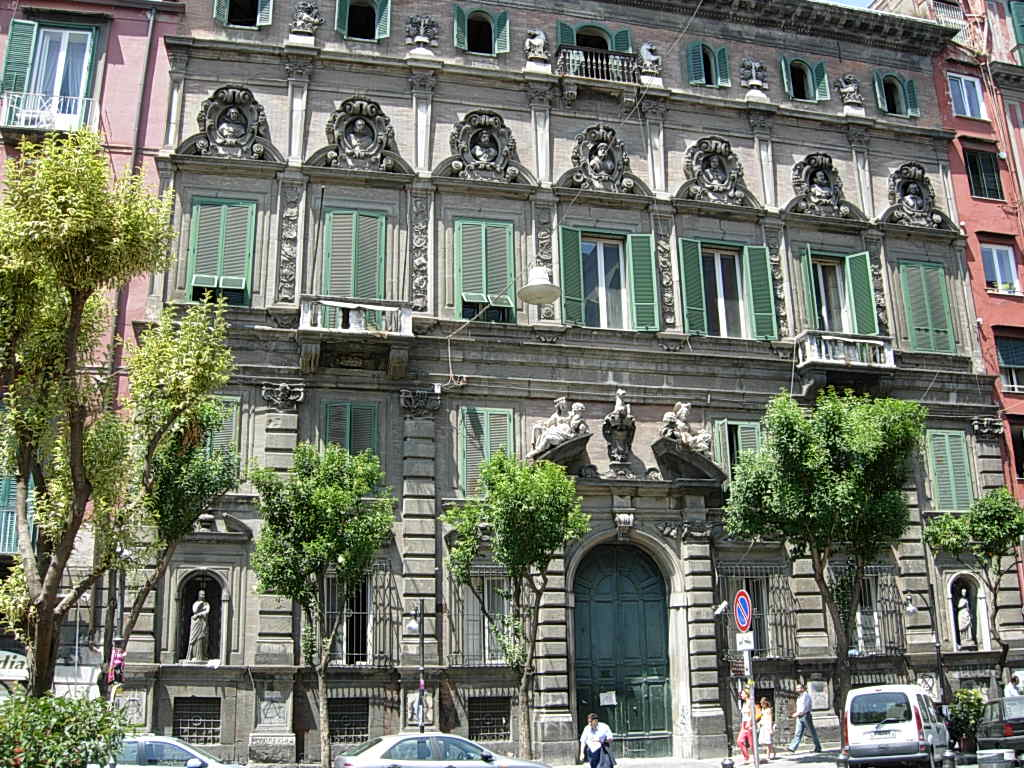
Palazzo Firrao.
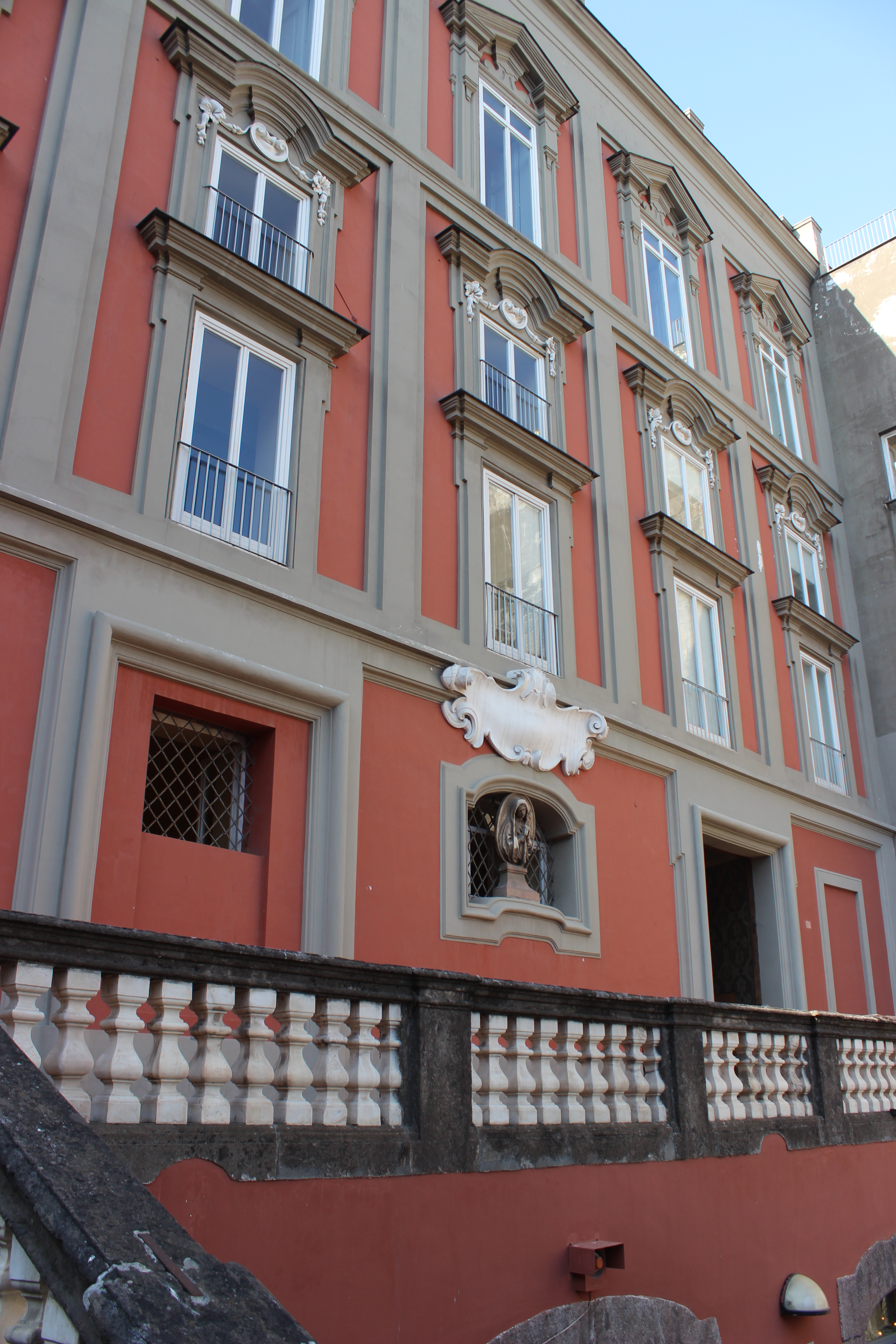
Fachada de Sant'Antonio delle Monache a Port'Alba.
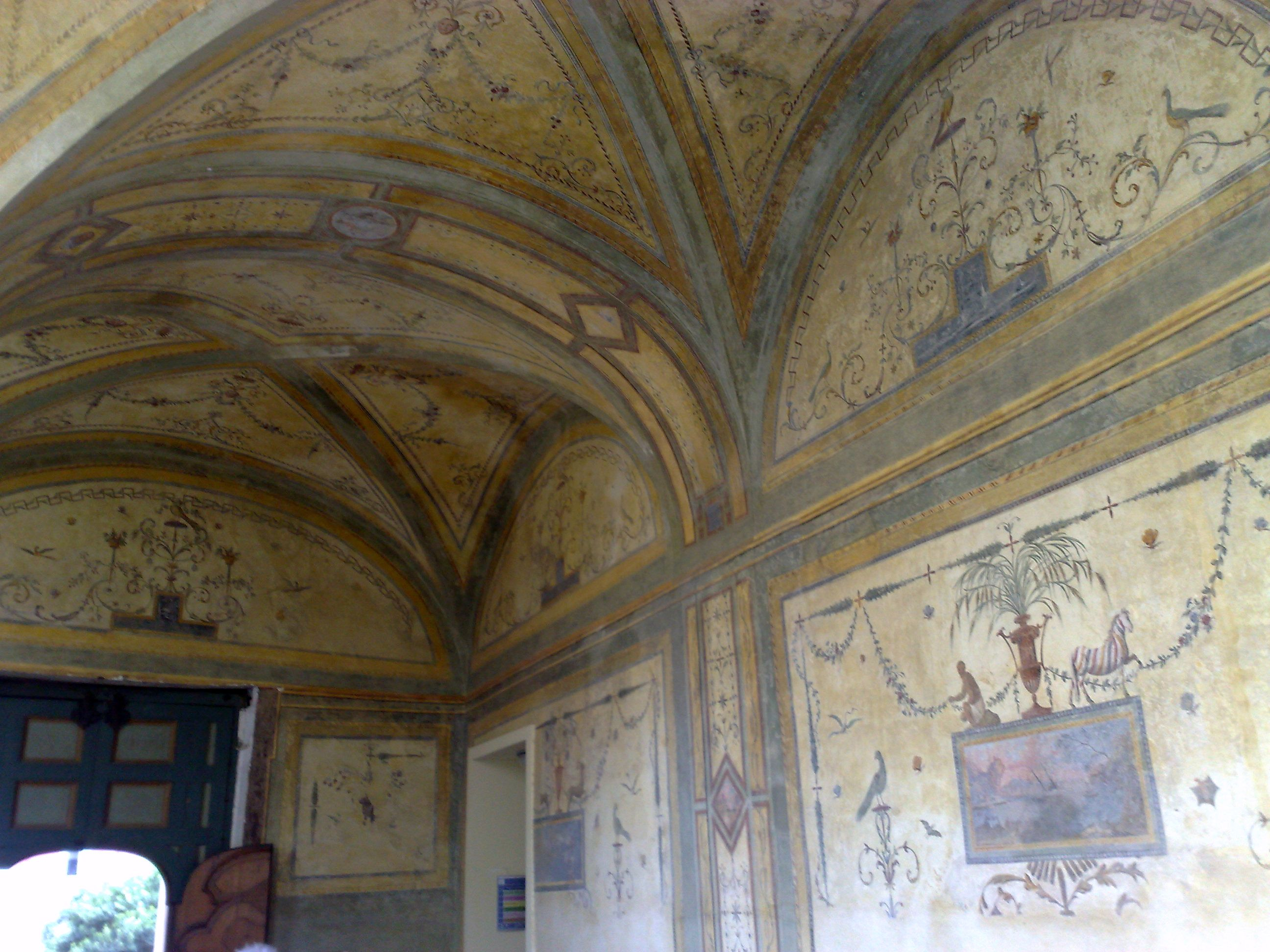
Frescos de Sant'Antonio delle Monache a Port'Alba.
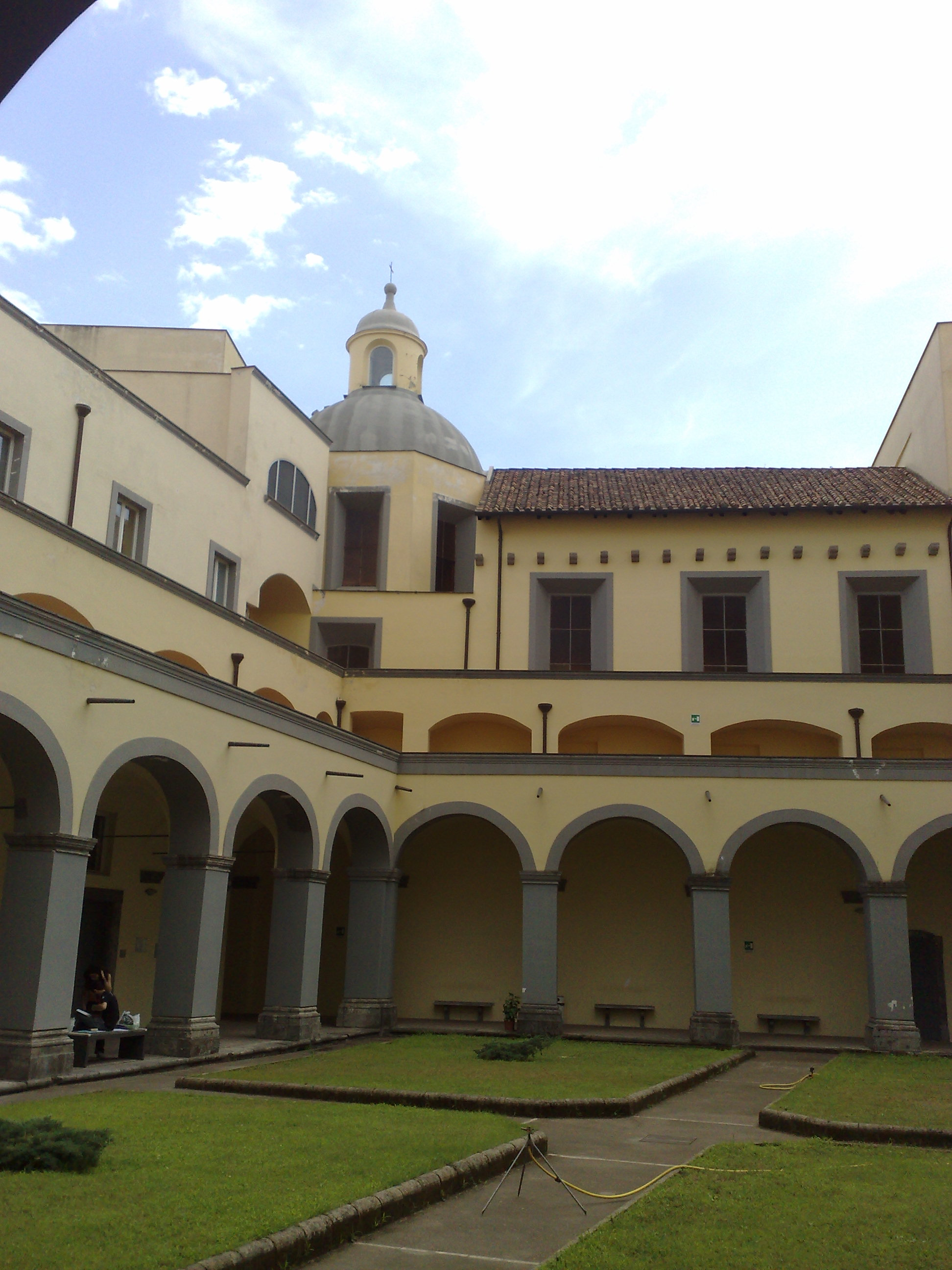
Claustro de Sant'Antonio delle Monache a Port'Alba.
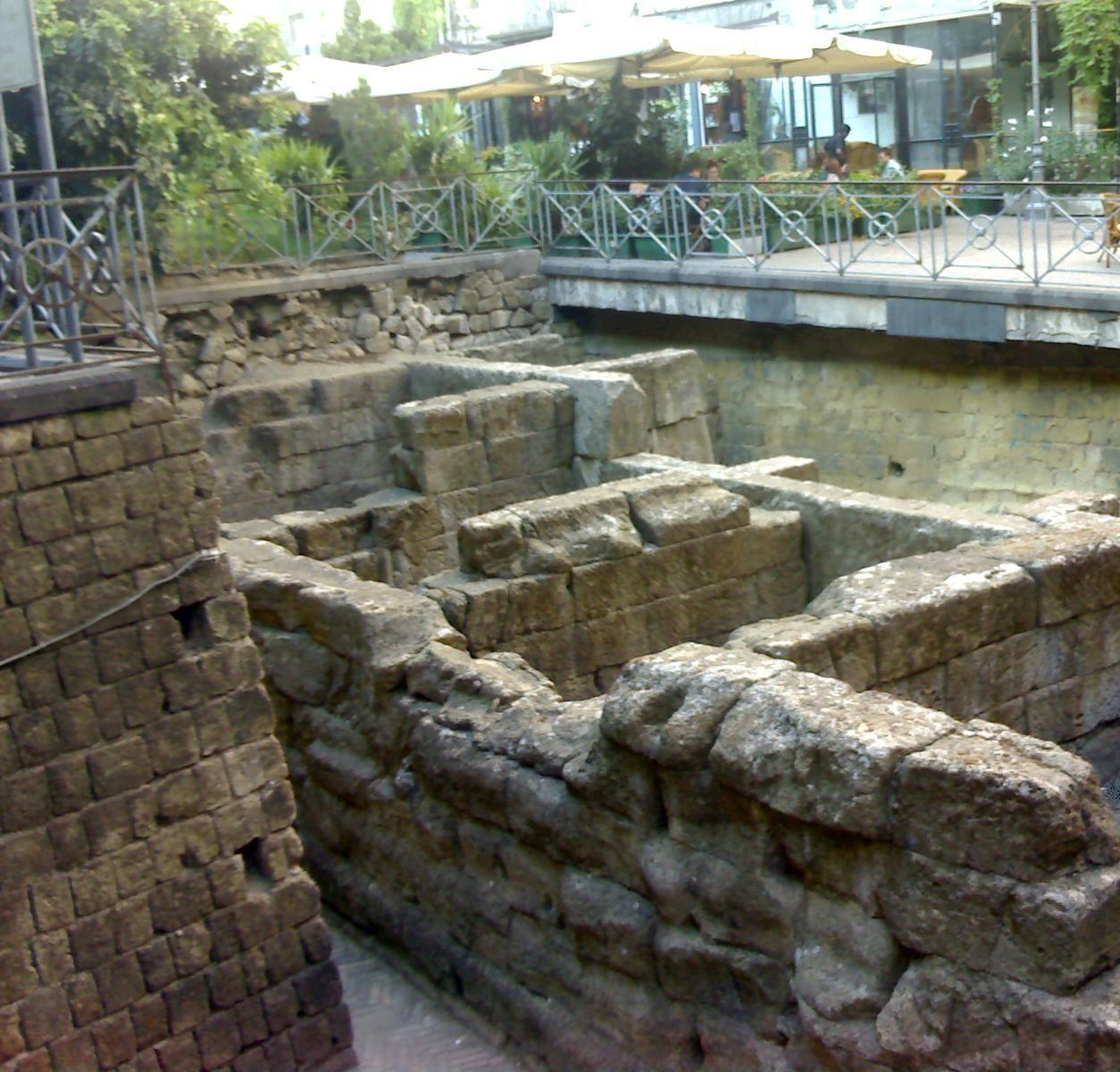
Muros de la época griega.